# جاك اندروز (سياسي)
جاك اندروز (بالإنجليزية: Jack Andrews)‏ هو موظف مدني وسياسي بريطاني (وحمل سابقاً جنسية المملكة المتحدة لبريطانيا العظمى وأيرلندا)، ولد في 15 يوليو 1903، وتوفي في 12 يناير 1986. حزبياً، نشط في حزب ألستر الوحدوي. وقد انتخب عضو برلمان أيرلندا الشمالية وانتخب Member of the Senate of Northern Ireland ‏.